# غاري لويس
غاري لويس (بالإنجليزية: Garry Lewis)‏ (26 أغسطس 1986 في الولايات المتحدة - ) هو لاعب كرة قدم أمريكي في مركز الوسط. لعب مع Jacksonville Armada FC ‏ وNorth Carolina Fusion U23 ‏ وEkenäs IF ‏ وReal Maryland F.C. ‏ وSalon Palloilijat ‏.

## وصلات خارجية
- غاري لويس على موقع قاعدة بيانات كرة القدم.إي يو (الإنجليزية)